# 克羅斯比、史提爾斯、納許與尼爾·楊
克羅斯比、史提爾斯與納許（英語：Crosby, Stills & Nash，簡稱CSN）是由美國唱作人大衛·克羅斯比和史蒂芬·史提爾斯與英國唱作人格雷厄姆·納許組成的民謠搖滾超級和聲組合。在加拿大唱作人尼爾·楊加入後，更名為克羅斯比、史提爾斯、納許與尼爾·楊（英語：Crosby, Stills, Nash & Young，簡稱CSNY）。他們因其複雜的和聲、經常動蕩的人際關係、政治激進主義以及對美國音樂和文化的長久影響而聞名。克羅斯比、史提爾斯與納許於1997年被引入搖滾名人堂，並且入選的三人所出身的樂團也曾被引入搖滾名人堂（克羅斯比來自飞鸟乐队、史提爾斯來自水牛春田合唱團，尼爾·楊也是水牛春田的成員、納許則來自赫里斯合唱團）。

## 成員列表
- 大衛·克羅斯比 – 主唱與和聲、吉他
- 史蒂芬·史提爾斯 – 主唱與和聲、主音吉他與節奏吉他、貝斯、鍵盤、打擊樂器
- 格雷厄姆·納許 – 主唱與和聲、吉他、鍵盤
- 尼爾·楊 – 主唱與和聲、主音吉他與節奏吉他、鍵盤、口琴

## 作品列表

### 錄音室專輯
- 《Crosby, Stills & Nash（英语：Crosby, Stills & Nash (album)）》（CSN—1969年5月29日）
- 《Déjà Vu（英语：Déjà Vu (Crosby, Stills, Nash & Young album)）》（CSNY—1970年3月11日）
- 《CSN（英语：CSN (album)）》（CSN—1977年6月17日）
- 《Daylight Again（英语：Daylight Again）》（CSN—1982年6月21日）
- 《American Dream（英语：American Dream (Crosby, Stills, Nash & Young album)）》（CSNY—1988年11月1日）
- 《Live It Up（英语：Live It Up (Crosby, Stills & Nash album)）》（CSN—1990年6月26日）
- 《After the Storm（英语：After the Storm (Crosby, Stills & Nash album)）》（CSN—1994年8月16日）
- 《Looking Forward（英语：Looking Forward）》（CSNY—1999年10月26日）

### 現場專輯
- 《4 Way Street（英语：4 Way Street）》（CSNY—1971年4月7日）
- 《Allies（英语：Allies (Crosby, Stills & Nash album)）》（CSN—1983年6月6日）
- 《Déjà Vu Live（英语：Déjà Vu Live）》（CSNY—2008年7月22日）
- 《CSN 2012（英语：CSN 2012）》（CSN—2012年7月2日）
- 《CSNY 1974（英语：CSNY 1974）》（CSNY—2014年7月8日）

### 合輯\精選集\套裝專輯
- 《So Far（英语：So Far (album)）》（CSNY—1974年8月19日）
- 《Replay》（CSN—1980年12月8日）
- 《CSN（英语：CSN (box set)）》（CSN—1991年9月30日）
- 《Carry On（英语：Carry On (Crosby, Stills, Nash & Young album)）》（CSNY—1991年12月2日）
- 《Greatest Hits（英语：Greatest Hits (Crosby, Stills & Nash album)）》（CSN—2005年3月15日）
- 《Demos（英语：Demos (Crosby, Stills & Nash album)）》（CSN—2001年3月6日）

### 引用
1. ↑  Valdez, Steve. . Stacy, Lee; Henderson, Lol  (编). . Routledge. 2013: 223  [2018-04-26]. ISBN 1-57958-079-3. （原始内容存档于2020-07-29）.
2. ↑  Duncan, Robert. . Ticknor and Fields. 1984: 217. ISBN 0-8991-9168-1.
3. ↑  George-Warren, Holly; Romanowski, Patricia (编).  3rd. Fireside. 2001: 224. ISBN 0-7432-9201-4.
4. ↑  . Bravo.   [28 October 2016]. （原始内容存档于2016-10-29）.
5. ↑  . Rockhall.com. 2013-04-15  [2015-08-24]. （原始内容存档于2019-11-15）.